# Макканн, Майкл
Майкл Энтони Макканн (англ. Michael Anthony McCann; род. 5 марта 1976 года, Калгари, провинция Альберта, Канада; также известен под псевдонимами Behavior и Suture) — канадский композитор, звукорежиссёр и музыкальный продюсер. Наиболее известен как автор, пишущий музыку к видеоиграм, фильмам и телепередачам. Самыми узнаваемыми и получившими множество положительных отзывов являются его работы для таких коммерчески удачных компьютерных игр как: «Deus Ex: Human Revolution», «Tom Clancy’s Splinter Cell: Double Agent» и «XCOM: Enemy Unknown / Enemy Within», а также «Deus Ex: Mankind Divided» (в качестве композитора соавтора).

## Карьера
Свой дебютный полноформатный альбом «Persona», Макканн выпустил под псевдонимом «Suture» в 1998 году.
Через 3 года, в 2001 году вышел второй альбом — «The Story of the Mechanical Man», — выпущенный уже под псевдонимом «Behavior».
Далее Макканн работал в качестве звукорежиссёра и композитора с телевизионными каналами MTV/VH1, Discovery, а также сотрудничал с канадскими, американскими и французскими компаниями (RCMP / Canadian Forces, SODEBO, BP Energy, Old Navy / The Gap), в качестве звукорежиссёра и композитора для рекламных роликов и трейлеров к фильмам и играм.
В августе 2005 года начал сотрудничать с компанией Ubisoft, работая над музыкой к компьютерной игре Tom Clancy's Splinter Cell: Double Agent, работа над которой закончилась в 2006 году.
В 2011 году вышла компьютерная игра «Deus Ex: Human Revolution», музыка к которой номинировалась на несколько премий и принесла Макканну ещё большую известность.
Через год, в 2012, вышла компьютерная игра «XCOM: Enemy Unknown», основная часть треков к которой также была написана Макканном. В том же году вышел независимый EP (включавший в себя 4 трека), который стал доступным для приобретения через сетевые ресурсы в 2015 году.
В 2016 году, вышла игра «Deus Ex: Mankind Divided», над музыкой к которой Макканн работал вместе с Сашей Дикиджияном (англ. Sascha Dikiciyan) и Эдом Харрисоном (англ. Ed Harrison).
Как один из композиторов участвовал в создании саундтрека к игре Borderlands 3 и написал для нее около 30 треков.

## Музыка
Стилистика музыки Макканна представляет собой совмещение нескольких музыкальных жанров, таких как: эмбиент, пост рок, индастриал, драм-н-бейс, этнической музыки и т. д. Композиции, написанные Макканном, обладают ярко выраженным электронным звучанием в сочетании с элементами оркестровых, классических и традиционных акустических инструментов.

## Награды и номинации
За свои музыкальные работы в области игр, кино и ТВ, Макканн неоднократно номинировался на различные премии от организаций и сообществ, вручающих награды в области искусства и развлечения, среди которых Академии интерактивных искусств и наук (англ. Academy of Interactive Arts & Sciences (AIAS)), Британская академия кино и телевизионных искусств (англ. The British Academy of Film and Television Arts (BAFTA)), IGN, Game Audio Network Guild (G.A.N.G), телеканалы Spike TV и G4tv и др.
Его звуковая стенография для фильма «Всё из-за Пита Тонга» (англ. It's All Gone Pete Tong) несколько раз номинировалась на кинопремию Джини, а также получила две награды Leo Awards в номинации Лучший звуковой монтаж (англ. Best Overall Sound Editing) и Лучший Звук (англ. Best Overall Sound).
В 2011 году IGN поместил имя Макканна в список «Топ 30 людей занятые в сфере видеоигр», а в 2012 году написанная им главная тема к игре Deus Ex: Human Revolution была включена в альбом «The Greatest Video Game Music 2» в исполнении Лондонского филармонического оркестра.
| Год  | Премия                                 | Название Проекта                                    | Категория | Результат |
| ---- | -------------------------------------- | --------------------------------------------------- | --- | --------- |
| 2015 | Clio Awards                            | Deus Ex: Human Revolution                           | Музыка к рекламе / трейлеру (англ. ad / trailer (audio / visual)) | Победа    |
| 2012 | BAFTA Video Game Awards                | Deus Ex: Human Revolution                           | Лучшее музыкальное оформление (англ. Best Original Music) | Номинация |
| 2012 | Canadian Video Game Awards             | Deus Ex: Human Revolution                           | Лучшее музыкальное оформление (англ. Best Original Music) | Победа    |
| 2011 | Hollywood Music Awards                 | Deus Ex: Human Revolution                           | Лучшее музыкальное оформление (англ. Best Original Score), Лучший саундтрек (англ. Best Soundtrack Album) | Номинация |
| 2011 | G4TV X-Play Awards                     | Deus Ex: Human Revolution                           | Лучшее музыкальное оформление (англ. Best Original Score) | Номинация |
| 2011 | Spike TV VGA Nomination                | Deus Ex: Human Revolution                           | Лучшее музыкальное оформление (англ. Best Original Music) | Номинация |
| 2011 | Cue Awards                             | Deus Ex: Human Revolution                           | Лучшее музыкальное оформление к фильму / медиа (англ. Best Score in Film / Media) Лучшая музыка к видеоигре (англ. Best Score in Video Game) Самая запоминающаяся мелодия (англ. Most Memorable Theme ("Icarus")) Лучший композитор года (англ. Breakout Composer of the Year) | Номинация |
| 2011 | SEMO Awards                            |                                                     | Лучшее музыкальное оформление (англ. Best Original Score (Contemporary / Alternative)) | Номинация |
| 2008 | Hollywood Music Awards                 | Регенезис                                           | Лучшая музыкальная тема на ТВ (англ. Best TV Theme) | Номинация |
| 2007 | Academy of Interactive Arts & Sciences | Tom Clancy's Splinter Cell: Double Agent            | Лучшее музыкальное оформление (англ. Best Original Score) | Номинация |
| 2007 | G.A.N.G.                               | Tom Clancy's Splinter Cell: Double Agent            | Лучшее музыкальное оформление (англ. Best Original Music) | Номинация |
| 2006 | IGN «Best of 2006» Award               | Tom Clancy's Splinter Cell: Double Agent (Xbox 360) | Лучшее музыкальное оформление (англ. Best Original Music) | Номинация |
| 2006 | Genie Awards                           | Всё из-за Пита Тонга                                | Лучший звук / звуковой монтаж (англ. Best Sound / Sound Editing) | Номинация |
| 2005 | Leo Awards                             | Всё из-за Пита Тонга                                | Лучшее звуковое оформление (англ. Best Overall Sound) | Победа    |
| 2005 | Leo Awards                             | Всё из-за Пита Тонга                                | Лучший звуковой монтаж (англ. Best Overall Sound Editing) | Победа    |
| 2004 | Toronto International Film Festival    | Всё из-за Пита Тонга                                | Лучший Канадский художественный фильм (англ. Best Canadian Feature Film) | Победа    |